# Njasepetrowsk
Njasepetrowsk (russisch Нязепетровск) ist eine Stadt in der Oblast Tscheljabinsk (Russland) mit 12.451 Einwohnern (Stand 14. Oktober 2010).

## Geografie
Die Stadt liegt an der Südwestflanke des Mittleren Ural etwa 340 km nordwestlich der Oblasthauptstadt Tscheljabinsk an der Mündung der Njasja in die Ufa im Flusssystem der Kama.
Njasepetrowsk ist Verwaltungszentrum des gleichnamigen Rajons.
Die Stadt liegt an der 1916 eröffneten, ursprünglich West-Ural-Eisenbahn genannten Eisenbahnstrecke Kalino (bei Tschussowoi)–Druschinino–Berdjausch.

## Geschichte
Njasepetrowsk entstand 1747 im Zusammenhang mit der Errichtung  des Eisenwerkes Njasepetrowski Sawod durch den Kaufmann Pjotr Ossokin (benannt nach Fluss und Vornamen des Besitzers) und erhielt 1944 Stadtrecht.

### Bevölkerungsentwicklung
| Jahr | Einwohner |
| ---- | --------- |
| 1939 | 13.013    |
| 1959 | 22.497    |
| 1970 | 18.584    |
| 1979 | 17.736    |
| 1989 | 17.133    |
| 2002 | 13.405    |
| 2010 | 12.451    |

Anmerkung: Volkszählungsdaten

## Kultur und Sehenswürdigkeiten
Die Stadt besitzt ein Heimatmuseum. Es sind verschiedene Denkmale der Industriearchitektur des 19. Jahrhunderts erhalten.

## Wirtschaft
In Njasepetrowsk gibt es eine Maschinenfabrik sowie holzverarbeitende Industrie.

## Söhne und Töchter der Stadt
- Wassili Pochwalin (1909–1963), Held der Sowjetunion
- Boris Gibalin (1911–1982), Komponist